# UFC Fight Night: Бёрнс vs. Моралес
UFC Fight Night: Burns vs. Morales (также известный как UFC Fight Night 256 и UFC Vegas 106 и UFC on ESPN+ 114) — турнир по смешанным единоборствам, организованный Ultimate Fighting Championship, который был проведён 17 мая 2025 года в спортивном комплексе «UFC Apex» в городе Лас-Вегас, Невада, США.

## Подготовка турнира
Первоначально мероприятие планировалось в качестве дебютного турнира организации в Катаре и должно было пройти в городе Лусаил на спортивной арене «Lusail Sports Arena». Однако по неизвестным причинам место проведения мероприятия было перенесено в США и заменено на UFC Apex.

### Главные события турнира
В качестве заглавного события турнира был запланирован бой в полусреднем весе, в котором встретятся бывший претендент на титул чемпиона UFC в полусреднем весе бразилец Гилберт Бёрнс (#8 рейтинга) и непобеждённый эквадорский проспект Майкл Моралес (#12 в рейтинге). Изначально встреча планировалась в апреле 2025 на турнире UFC 314, но была отложена на месяц и включена в кард турнира UFC 315, а впоследствии вновь перенесена на неделю, чтобы возглавить этот турнир.
| Заглавное событие — Полусредний вес | Заглавное событие — Полусредний вес | Заглавное событие — Полусредний вес |
| --- | --- | ----------------------------------- |
| Гилберт Бёрнс | | Майкл Моралес                       |
| GILBERT ALEXANDER PONTES BURNS «Durinho» (Дуринью / порт. Жёсткий) 38 лет (20.07.1986) Рост 178 см, размах рук 180 см, вес 77,6 кг Гражданство: Происхождение: Место рождения: Нитерой, Рио-де-Жанейро, Бразилия Представляет: Нитерой, Рио-де-Жанейро, Бразилия «Kill Cliff FC» Дебют в UFC — 26.07.2014 (с рекордом 7-0) Бонусы "Fight of the Night" (1) / "Perfomance of the Night" (4) Претендент на титул чемпиона UFC в полусреднем весе (2021) | MICHAEL JONATHAN MORALES HURTADO без прозвища 25 лет (24.06.1999) Рост 183 см, размах рук 201 см, вес 77,6 кг Гражданство: / Происхождение: Место рождения: Пасахе, Эль-Оро, Эквадор Представляет: Тихуана, Нижняя Калифорния, Мексика «Entram Gym» / «Xtreme Fitness Machala» Дебют в UFC — 22.01.2022 (с рекордом 12-0) Бонусы "Perfomance of the Night" (1) Победитель DWCS 40 (2021, 5-й сезон) Чемпион Extreme MMA Enterprises в полусреднем весе (2020) Чемпион Oro FC в полусреднем весе (2018) |                                     |
| Последние бои: 07.09.2024, Шон Брэди (#8), UDEC 09.03.2024, Джек Делла Маддалена (#11), KO3 06.05.2023, Белал Мухаммад (#4), UDEC 08.04.2023, Хорхе Масвидаль (#11), UDEC 21.01.2023, Нил Магни (#12), SUB1 | Последние бои: TKO1, Нил Магни (#12), 24.08.2024 UDEC, Джейк Мэттьюз, 18.11.2023 UDEC, Макс Гриффин, 01.07.2023 TKO3, Адам Фьюгитт, 30.07.2022 TKO1, Тревин Джайлз, 22.01.2022 (дебют в UFC) |                                     |

### Изменения карда турнира
На турнире планировался бой в тяжелом весе между бывшим претендентом на временный титул чемпиона UFC в тяжелом весе Кёртисом Блейдсом (#5 в рейтинге) и новичком организации россиянином Ризваном Куниевым. Однако по неизвестным причинам бой был перенесен на турнир UFC on ABC 8, который пройдёт 21 июня. Изначально встреча этих бойцов была запланировано ещё на турнир UFC Fight Night: Сехудо vs. Сун, затем по неизвестной причине перенесена на UFC 313, где была отменена всего за несколько часов до начала турнира после того, как Блейдс снялся по состоянию здоровья.
Изначально при подготовке турнира были запланированы, но после смены локации отменены и перенесены на другие даты следующие поединки:
- Бой в среднем весе между Пак Чон-ёном и Исмаилом Наурдиевым.[13] Бой перенесён на 21 июня в кард турнира UFC on ABC 8;
- Бой в тяжёлом весе между победителем The Ultimate Fighter 30 Мохаммедом Усманом и Хамди Абдельвахабом.[14] Бой перенесён на 21 июня в кард турнира UFC on ABC 8;
- Бой в тяжёлом весе между Сергеем Спиваком (#7 в рейтинге) и Шамилем Газиевым (#12 в рейтинге).[15] Бой перенесён на 7 июня в кард турнира UFC 316.[16]

Ожидалось, что ветеран Bellator MMA Аарон Пико дебютирует в организации, проведя на этом турнире бой в полулёгком весе против Мовсара Евлоева. Однако позже в интервью Пико сообщил, что в итоге бой не был организован, хотя он был близок к подписанию.
На турнире в соглавном бою в полутяжёлом весе должны были встретиться бывший временный чемпион LFA в полутяжёлом весе бразилец Родолфу Беллату и ветеран организации шотландец Пол Крейг. Однако уже после начала турнира за несколько минут до их поединка было объявлено, что бой отменен из-за инфекции герпеса у Беллато и что этот бой будет перенесён на более поздний срок.

### Анонсированные бои
| Бой | Весовая категория    | Участники боёв и их статистика перед боем (рекорд ММА / рекорд UFC / серия) | Участники боёв и их статистика перед боем (рекорд ММА / рекорд UFC / серия) | Участники боёв и их статистика перед боем (рекорд ММА / рекорд UFC / серия) | Участники боёв и их статистика перед боем (рекорд ММА / рекорд UFC / серия) | Участники боёв и их статистика перед боем (рекорд ММА / рекорд UFC / серия) | Участники боёв и их статистика перед боем (рекорд ММА / рекорд UFC / серия) | Участники боёв и их статистика перед боем (рекорд ММА / рекорд UFC / серия) | Участники боёв и их статистика перед боем (рекорд ММА / рекорд UFC / серия) | Участники боёв и их статистика перед боем (рекорд ММА / рекорд UFC / серия) | Участники боёв и их статистика перед боем (рекорд ММА / рекорд UFC / серия) | Участники боёв и их статистика перед боем (рекорд ММА / рекорд UFC / серия) | Участники боёв и их статистика перед боем (рекорд ММА / рекорд UFC / серия) |
|     |                      | Главный кард (Main Card, ESPN+)                                             |                                                                             |                                                                             |                                                                             |                                                                             |                                                                             |                                                                             |                                                                             |                                                                             |                                                                             |                                                                             |                                                                             |
| 1   | Полусредний вес      | Гилберт Бёрнс (Gilbert Burns)                                               | #8 (1), exП                                                                 | 22-8                                                                        | 15-8                                                                        | -3                                                                          | vs.                                                                         | Майкл Моралес (Michael Morales)                                             | #12, CS                                                                     | 17-0                                                                        | 5-0                                                                         | +17                                                                         | [ 22 ]                                                                      |
|     | Полутяжёлый вес      | Родолфу Беллату (Rodolfo Bellato)▼                                          | CS                                                                          | 12-2-1                                                                      | 1-0-1                                                                       | 0                                                                           | vs.                                                                         | Пол Крейг (Paul Craig)                                                      | exT(8)                                                                      | 17-9-1                                                                      | 9-9-1                                                                       | -3                                                                          | [ 23 ]                                                                      |
| 2   | Лёгкий вес           | Содик Юсуфф (Sodiq Yusuff)                                                  | exT(10), CS                                                                 | 13-4                                                                        | 6-3                                                                         | -2                                                                          | vs.                                                                         | Майрон Сантус (Mairon Santos)                                               | TUFW                                                                        | 15-1                                                                        | 2-0                                                                         | +3                                                                          | [ 24 ]                                                                      |
| 3   | Средний вес          | Дастин Стольцфус (Dustin Stoltzfus)                                         | CS                                                                          | 16-6                                                                        | 3-5                                                                         | +1                                                                          | vs.                                                                         | Нурсултон Рузибоев (Nursulton Ruziboev)                                     |                                                                             | 35-9-2                                                                      | 3-1                                                                         | +1                                                                          | [ 25 ]                                                                      |
| 4   | Полулёгкий вес       | Джулиан Эроса (Julian Erosa)                                                | CS, TUF                                                                     | 31-11                                                                       | 9-7                                                                         | +3                                                                          | vs.                                                                         | Мелкизаэл Коста (Melquizael Costa)                                          |                                                                             | 23-7                                                                        | 4-2                                                                         | +3                                                                          | [ 26 ]                                                                      |
|     |                      | Предварительный кард (Prelims, ESPN+)                                       |                                                                             |                                                                             |                                                                             |                                                                             |                                                                             |                                                                             |                                                                             |                                                                             |                                                                             |                                                                             |                                                                             |
| 5   | Лёгкий вес           | Гейб Грин (Gabe Green)                                                      |                                                                             | 11-5                                                                        | 2-3                                                                         | -2                                                                          | vs.                                                                         | Матеус Камилу (Matheus Camilo)                                              | д                                                                           | 9-2                                                                         | -                                                                           | +6                                                                          | [ 27 ]                                                                      |
| 6   | Лёгкий вес           | Джаред Гордон (Jared Gordon)                                                |                                                                             | 20-7 (1)                                                                    | 8-6 (1)                                                                     | -1                                                                          | vs.                                                                         | Тиагу Мойзес (Thiago Moisés)                                                | exT(14)                                                                     | 19-8                                                                        | 8-6                                                                         | +1                                                                          | [ 28 ]                                                                      |
| 7   | Полулёгкий вес       | Ядье Дель Валле (Yadier del Valle)                                          | д, CS                                                                       | 8-0                                                                         | -                                                                           | +8                                                                          | vs.                                                                         | Коннор Мэттьюз (Connor Matthews)                                            | CS                                                                          | 7-3                                                                         | 0-2                                                                         | -2                                                                          | [ 29 ]                                                                      |
| 8   | Жен. легчайший вес   | Луана Сантус (Luana Santos)                                                 |                                                                             | 8-2                                                                         | 3-1                                                                         | -1                                                                          | vs.                                                                         | Тайнара Лисбоа (Tainara Lisboa)                                             | exT(15)                                                                     | 7-2                                                                         | 2-0                                                                         | +5                                                                          | [ 30 ]                                                                      |
| 9   | Жен. минимальный вес | Элис Рид (Elise Reed)                                                       |                                                                             | 8-4                                                                         | 4-4                                                                         | +1                                                                          | vs.                                                                         | Денизи Гомис (Denise Gomes)                                                 | CS                                                                          | 10-3                                                                        | 4-2                                                                         | +2                                                                          | [ 31 ]                                                                      |
| 10  | Наилегчайший вес     | Пак Хён-сон (HyunSung Park)                                                 | R2U                                                                         | 9-0                                                                         | 2-0                                                                         | +9                                                                          | vs.                                                                         | Карлос Эрнандес (Carlos Hernandez)                                          | CS                                                                          | 10-4                                                                        | 3-3                                                                         | +1                                                                          | [ 32 ]                                                                      |
| 11  | Жен. минимальный вес | Тиша Пеннигтон (Tecia Pennington)                                           | #13 (4), TUF                                                                | 14-7                                                                        | 10-7                                                                        | +1                                                                          | vs.                                                                         | Луана Пиньейру (Luana Pinheiro)                                             | #15 (9), CS                                                                 | 11-4                                                                        | 3-3                                                                         | -3                                                                          | [ 33 ]                                                                      |
|     |                      | Отменённые бои                                                              |                                                                             |                                                                             |                                                                             |                                                                             |                                                                             |                                                                             |                                                                             |                                                                             |                                                                             |                                                                             |                                                                             |
|     | Полулёгкий вес       | Мовсар Евлоев (Movsar Evloev)                                               | #4                                                                          | 19-0                                                                        | 9-0                                                                         | +19                                                                         | vs.                                                                         | Аарон Пико (Aaron Pico)                                                     | д                                                                           | 13-4                                                                        | -                                                                           | +3                                                                          | [ 34 ]                                                                      |
|     | Средний вес          | Абдул Разак Альхассан (Abdul Razak Alhassan)                                |                                                                             | 12-7 (1)                                                                    | 6-7 (1)                                                                     | -2                                                                          | vs.                                                                         | Дастин Стольцфус (Dustin Stoltzfus)                                         | CS                                                                          | 16-6                                                                        | 3-5                                                                         | +1                                                                          | [ 35 ]                                                                      |
|     | Тяжёлый вес          | Кёртис Блейдс (Curtis Blaydes)                                              | #5 (2), exПВ                                                                | 18-5 (1)                                                                    | 13-5 (1)                                                                    | -1                                                                          | vs.                                                                         | Ризван Куниев (Rizvan Kuniev)                                               | д, CS                                                                       | 13-2-1 (1)                                                                  | -                                                                           | +10                                                                         | [ 36 ]                                                                      |
|     | Средний вес          | Пак Чон-ён (JunYong Park)                                                   |                                                                             | 18-6                                                                        | 8-3                                                                         | +1                                                                          | vs.                                                                         | Исмаил Наурдиев (Ismail Naurdiev)                                           |                                                                             | 24-7                                                                        | 3-2                                                                         | +2                                                                          | [ 37 ]                                                                      |
|     | Тяжёлый вес          | Мохаммед Усман (Mohammed Usman)                                             | TUFW                                                                        | 10-4                                                                        | 3-2                                                                         | -2                                                                          | vs.                                                                         | Хамди Абдельвахаб (Hamdy Abdelwahab)                                        |                                                                             | 4-0 (1)                                                                     | 1-0 (1)                                                                     | +4                                                                          | [ 38 ]                                                                      |
|     | Тяжёлый вес          | Сергей Спивак (Serghei Spivac)                                              | #7                                                                          | 17-5                                                                        | 8-5                                                                         | -1                                                                          | vs.                                                                         | Шамиль Газиев (Shamil Gaziev)                                               | #12 (11), CS                                                                | 14-1                                                                        | 3-1                                                                         | +2                                                                          | [ 39 ]                                                                      |

## Церемония взвешивания
Результаты официальной церемонии взвешивания бойцов перед турниром.
| Весовая категория и допустимый лимит в фунтах | Весовая категория и допустимый лимит в фунтах | Участники боёв и их вес в фунтах | Участники боёв и их вес в фунтах | Участники боёв и их вес в фунтах | Участники боёв и их вес в фунтах |
| --------------------------------------------- | --------------------------------------------- | -------------------------------- | -------------------------------- | -------------------------------- | -------------------------------- |
| Полусредний вес                               | 170 (+1)                                      | Гилберт Бёрнс                    | 170                              | Майкл Моралес                    | 170,5                            |
| Полутяжёлый вес                               | 205 (+1)                                      | Родолфу Беллату                  | 205,5                            | Пол Крейг                        | 205                              |
| Лёгкий вес                                    | 155 (+1)                                      | Содик Юсуфф                      | 155,5                            | Майрон Сантус                    | 155,5                            |
| Средний вес                                   | 185 (+1)                                      | Дастин Стольцфус                 | 185,5                            | Нурсултон Рузибоев               | 185,5                            |
| Полулёгкий вес                                | 145 (+1)                                      | Джулиан Эроса                    | 145                              | Мелкизаэл Коста                  | 145                              |
| Лёгкий вес                                    | 155 (+1)                                      | Гейб Грин                        | 154,5                            | Матеус Камилу                    | 155                              |
| Лёгкий вес                                    | 155 (+1)                                      | Джаред Гордон                    | 156                              | Тиагу Мойзес                     | 155,5                            |
| Полулёгкий вес                                | 145 (+1)                                      | Ядье Дель Валле                  | 145,5                            | Коннор Мэттьюз                   | 145                              |
| Легчайший вес (женщины)                       | 135 (+1)                                      | Луана Сантус                     | 136                              | Тайнара Лисбоа                   | 135,5                            |
| Минимальный вес (женщины)                     | 115 (+1)                                      | Элис Рид                         | 115                              | Денизи Гомис                     | 115                              |
| Наилегчайший вес                              | 125 (+1)                                      | Пак Хён-сон                      | 125,5                            | Карлос Эрнандес                  | 126                              |
| Минимальный вес (женщины)                     | 115 (+1)                                      | Тиша Пеннигтон                   | 114,5                            | Луана Пиньейру                   | 115,5                            |

Все бойцы показали вес в лимитах своих весовых категорий.

## Результаты турнира
В главном бою вечера Майкл Моралес победил Гилберта Бёрнса техническим нокаутом в 1-м раунде.
| Статистика поединка: | Статистика поединка: | Статистика поединка:                          | Статистика поединка:                          | Статистика поединка: | Статистика поединка: | Статистика поединка: | Статистика поединка: | Статистика поединка: | Статистика поединка: | Статистика поединка: | Статистика поединка: | Статистика поединка: | Статистика поединка: | Статистика поединка: | Статистика поединка: | Статистика поединка: | Статистика поединка: | Статистика поединка: |
| Участник             | Нокдауны             | Акцентрованные удары (по цели/всего/точность) | Акцентрованные удары (по цели/всего/точность) | По раундам           | По раундам           | По раундам           | По раундам           | По раундам           | По цели              | По цели              | По цели              | По позиции           | По позиции           | По позиции           | Тейкдауны            | Тейкдауны            | Контроль             | Попытка приема       |
| Участник             | Нокдауны             | Акцентрованные удары (по цели/всего/точность) | Акцентрованные удары (по цели/всего/точность) | 1Р                   | 2Р                   | 3Р                   | 4Р                   | 5Р                   | Голова               | Корпус               | Ноги                 | Дистанция            | Клинч                | Партер               | Тейкдауны            | Тейкдауны            | Контроль             | Попытка приема       |
| -------------------- | -------------------- | --------------------------------------------- | --------------------------------------------- | -------------------- | -------------------- | -------------------- | -------------------- | -------------------- | -------------------- | -------------------- | -------------------- | -------------------- | -------------------- | -------------------- | -------------------- | -------------------- | -------------------- | -------------------- |
| Гилберт Бёрнс        | 0                    | 5/8                                           | 27 %                                          | 5/8                  | -                    | -                    | -                    | -                    | 4/13                 | 0/3                  | 1/2                  | 5/18                 | 0                    | 0                    | 1/2                  | 50 %                 | 0:30                 | 0                    |
| Майкл Моралес        | 2                    | 33/56                                         | 58 %                                          | 33/56                | -                    | -                    | -                    | -                    | 31/52                | 0                    | 2/4                  | 25/44                | 2/3                  | 6/9                  | 0                    | -                    | 0:10                 | 0                    |

| Бой    | Весовая категория    | Результат боя        | Результат боя      | Результат боя | Результат боя | Результат боя | Результат боя    | Результат боя | Способ победы                                         | Раунд | Время | Рефери в ринге |
|        |                      | Главный кард         |                    |               |               |               |                  |               |                                                       |       |       |                |
| Бой 11 | Полусредний вес      |                      | Майкл Моралес      | #12           | поб.          |               | Гилберт Бёрнс    | #8            | Технический нокаут (серия ударов в голову без ответа) | 1     | 3:39  | Херб Дин       |
| Бой 10 | Лёгкий вес           |                      | Майрон Сантус      |               | поб.          |               | Содик Юсуфф      |               | Единогласное решение (30-27, 30-27, 29-28)            | 3     | 5:00  | Керри Хэтли    |
| Бой 9  | Средний вес          |                      | Нурсултон Рузибоев |               | поб.          |               | Дастин Стольцфус |               | Единогласное решение (30-27, 29-28, 29-28)            | 3     | 5:00  | Крис Тоньони   |
| Бой 8  | Полулёгкий вес       |                      | Мелкизаэл Коста    |               | поб.          |               | Джулиан Эроса    |               | Единогласное решение (29-28, 29-28, 29-28)            | 3     | 5:00  | Херб Дин       |
|        |                      | Предварительный кард |                    |               |               |               |                  |               |                                                       |       |       |                |
| Бой 7  | Лёгкий вес           |                      | Гейб Грин          |               | поб.          |               | Матеус Камилу    | д             | Сдача, удушающий приём (удушение сзади)               | 2     | 3:43  | Джейсон Херцог |
| Бой 6  | Лёгкий вес           |                      | Джаред Гордон      |               | поб.          |               | Тиагу Мойзес     |               | Нокаут (оверхенд справа и добивание)                  | 1     | 3:37  | Керри Хэтли    |
| Бой 5  | Полулёгкий вес       |                      | Ядье Дель Валле    | д             | поб.          |               | Коннор Мэттьюз   |               | Сдача, удушающий приём (удушение сзади)               | 1     | 2:54  | Крис Тоньони   |
| Бой 4  | Жен. легчайший вес   |                      | Луана Сантус       |               | поб.          |               | Тайнара Лисбоа   |               | Сдача, болевой приём (американа)                      | 2     | 4:59  | Херб Дин       |
| Бой 3  | Жен. минимальный вес |                      | Денизи Гомис       |               | поб.          |               | Элис Рид         |               | Технический нокаут (хук слева и добивание)            | 2     | 0:30  | Джейсон Херцог |
| Бой 2  | Наилегчайший вес     |                      | Пак Хён-сон        |               | поб.          |               | Карлос Эрнандес  |               | Сдача, удушающий приём (удушение сзади)               | 1     | 2:26  | Керри Хэтли    |
| Бой 1  | Жен. минимальный вес |                      | Тиша Пеннигтон     | #13           | поб.          |               | Луана Пиньейру   | #15           | Единогласное решение (29-28, 29-28, 29-28)            | 3     | 5:00  | Крис Тоньони   |

## Награды
Следующие бойцы были удостоены денежного бонуса в размере $50,000:
- Лучший бой вечера: Мелкизаэл Коста — Джулиан Эроса
- Выступление вечера: Майкл Моралес и Денизи Гомис